# Simeyrols
Simeyrols est une commune française située dans le département de la Dordogne, en région Nouvelle-Aquitaine.

## Géographie

### Généralités
Dans le quart sud-est du département de la Dordogne, en Périgord noir, la commune de Simeyrols est une commune rurale. Elle fait partie de l'aire d'attraction de Sarlat-la-Canéda, zonage d’étude défini par l'Insee, qui a remplacé en 2020 l'aire urbaine de Sarlat-la-Canéda dont elle faisait partie.
Desservi par la route départementale (RD) 47 et à proximité de ses intersections avec les RD 61 et 61b, le petit bourg de Simeyrols se situe, en distances orthodromiques, dix kilomètres à l'est du centre-ville de Sarlat-la-Canéda et autant à l'ouest de celui de Souillac.

### Communes limitrophes
Simeyrols est limitrophe de cinq autres communes dont Sainte-Nathalène à l'ouest sur 220 mètres.
|                  | Salignac-Eyvigues |                      |
| Sainte-Nathalène | Simeyrols         | Pechs-de-l'Espérance |
| Prats-de-Carlux  | Carlux            |                      |

### Géologie et relief

#### Géologie
Situé sur la plaque nord du Bassin aquitain et bordé à son extrémité nord-est par une frange du Massif central, le département de la Dordogne présente une grande diversité géologique. Les terrains sont disposés en profondeur en strates régulières, témoins d'une sédimentation sur cette ancienne plate-forme marine. Le département peut ainsi être découpé sur le plan géologique en quatre gradins différenciés selon leur âge géologique. Simeyrols est située dans le troisième gradin à partir du nord-est, un plateau formé de calcaires hétérogènes du Crétacé.
Les couches affleurantes sur le territoire communal sont constituées de formations superficielles du Quaternaire datant du Cénozoïque et de roches sédimentaires du Mésozoïque. La formation la plus ancienne, notée j4-5(Lz), date du Callovien à l'Oxfordien, composée de calcaires oolithiques roux (formation de Leyze), à crème parfois blanc graveleux en plaquettes, à oncolithes, spongiaires, polypiers, trocholines et grands foraminifères (chablaisia) et hydrozoaires (cladocoropsis). La formation la plus récente, notée Fy3-z, fait partie des formations superficielles de type alluvions subactuelles à actuelles. Le descriptif de ces couches est détaillé dans  la feuille « no 808 - Sarlat-la-Canéda » de la carte géologique au 1/50 000 de la France métropolitaine, et sa notice associée.

Carte géologique de Simeyrols.

#### Relief et paysages

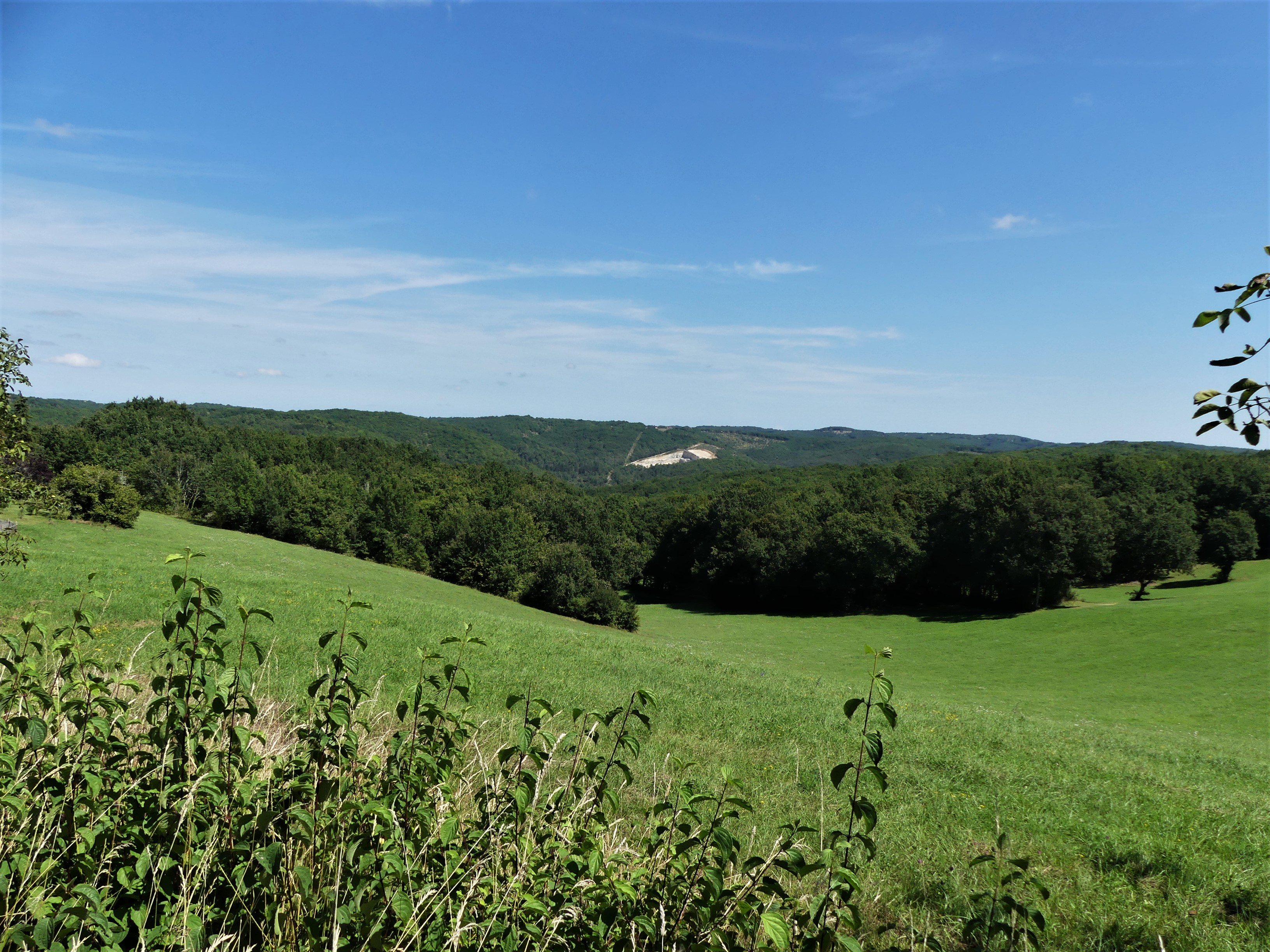
Vue sur les bois à l'est de Simeyrols et sur la carrière d'Orliaguet, depuis le lieu-dit Magril.

Le département de la Dordogne se présente comme un vaste plateau incliné du nord-est (491 m, à la forêt de Vieillecour dans le Nontronnais, à Saint-Pierre-de-Frugie) au sud-ouest (2 m à Lamothe-Montravel). L'altitude du territoire communal varie quant à elle entre 134 mètres à l'est, là où la Borgne quitte la commune et entre sur celle de Pechs-de-l'Espérance (territoire de l'ancienne commune d'Orliaguet), et 286 mètres au nord-est, au nord du lieu-dit les Plaines.
Dans le cadre de la Convention européenne du paysage entrée en vigueur en France le 1er juillet 2006, renforcée par la loi du 8 août 2016 pour la reconquête de la biodiversité, de la nature et des paysages, un atlas des paysages de la Dordogne a été élaboré sous maîtrise d’ouvrage de l’État et publié en octobre 2020. Les paysages du département s'organisent en huit unités paysagères,. La commune fait partie du Périgord noir, un paysage vallonné et forestier, qui ne s’ouvre que ponctuellement autour de vallées-couloirs et d’une multitude de clairières de toutes tailles. Il s'étend du nord de la Vézère au sud de la Dordogne (en amont de Lalinde) et est riche d’un patrimoine exceptionnel.
La superficie cadastrale de la commune publiée par l'Insee, qui sert de référence dans toutes les statistiques, est de 9,26 km2,,. La superficie géographique, issue de la BD Topo, composante du Référentiel à grande échelle produit par l'IGN, est quant à elle de 9,46 km2.

### Hydrographie

#### Réseau hydrographique

Réseaux hydrographique et routier de Simeyrols.

La commune est située dans le bassin de la Dordogne au sein du Bassin Adour-Garonne. Elle est drainée par la Borgne et le ruisseau de Merdansou et par un petit cours d'eau, qui constituent un réseau hydrographique de 3 km de longueur totale,.
Affluent de rive gauche de l'Énéa et sous-affluent de la Dordogne, le ruisseau de Merdansou, appelé le Mianson dans sa partie amont, prend sa source dans le nord de la commune et longe la limite territoriale au nord-ouest sur deux kilomètres et demi.
La Borgne, ruisseau affluent de rive droite de la Dordogne, borde la commune à l'est sur 500 mètres, face à Pechs-de-l'Espérance (territoire de l'ancienne commune d'Orliaguet).

#### Gestion et qualité des eaux
Le territoire communal est couvert par le schéma d'aménagement et de gestion des eaux (SAGE) « Dordogne amont ». Ce document de planification, dont le territoire s'étend des sources de la Dordogne jusqu'à la confluence de la Vézère à Limeuil, d'une superficie de 9 700 km2 est en cours d'élaboration. La structure porteuse de l'élaboration et de la mise en œuvre est l'établissement public territorial de bassin de la Dordogne (EPIDOR). Il définit sur son territoire les objectifs généraux d’utilisation, de mise en valeur et de protection quantitative et qualitative des ressources en eau superficielle et souterraine, en respect des objectifs de qualité définis dans le troisième SDAGE  du Bassin Adour-Garonne qui couvre la période 2022-2027, approuvé le 10 mars 2022.
La qualité des eaux de baignade et des cours d’eau peut être consultée sur un site dédié géré par les agences de l’eau et l’Agence française pour la biodiversité.

### Climat
Pour des articles plus généraux, voir Climat de la Nouvelle-Aquitaine et Climat de la Dordogne.
Historiquement, la commune est exposée à un climat océanique aquitain.  
En 2020, Météo-France publie une typologie des climats de la France métropolitaine dans laquelle la commune est exposée à un climat océanique altéré et est dans la région climatique  Ouest et nord-ouest du Massif Central, caractérisée par une pluviométrie annuelle de 900 à 1 500 mm, maximale en automne et en hiver.
Pour la période 1971-2000, la température annuelle moyenne est de 12,2 °C, avec  une amplitude thermique annuelle de 15,4 °C. Le cumul annuel moyen de précipitations est de 956 mm, avec 11,9 jours de précipitations en janvier et 7 jours en juillet. Pour la période 1991-2020, la température moyenne annuelle observée sur la station météorologique la plus proche, située sur la commune de Salignac-Eyvigues à 7 km à vol d'oiseau, est de 13,0 °C et le cumul annuel moyen de précipitations est de 907,1 mm,. Pour l'avenir, les paramètres climatiques de la commune estimés pour 2050 selon différents scénarios d’émission de gaz à effet de serre sont consultables sur un site dédié publié par Météo-France en novembre 2022.

### Milieux naturels et biodiversité

#### Natura 2000
Le site « Coteaux calcaires de Borrèze » qui fait partie du réseau Natura 2000, s'étend sur 416 hectares sur le territoire de trois communes : Borrèze, Salignac-Eyvigues et Simeyrols,. Douze espèces animales y ont été recensées dont le Damier de la succise (Euphydryas aurinia), papillon inscrit à l'annexe II de la directive habitats de l'Union européenne. Vingt espèces végétales y ont aussi été répertoriées. Simeyrols est concernée marginalement par cette zone sur près de dix hectares, au nord du lieu-dit les Plaines.

#### ZNIEFF
Plus d'un quart du territoire communal — toute une partie au nord et à l'est de la commune — fait partie de la zone naturelle d'intérêt écologique, faunistique et floristique (ZNIEFF) de type II Secteur forestier de Borrèze qui s'étend sur treize communes (dix en Dordogne et trois dans le Lot),. Deux espèces déterminantes de plantes ont été recensées sur cette ZNIEFF : l'Euphorbe de Séguier (Euphorbia seguieriana) et la Leuzée conifère (Rhaponticum coniferum), ainsi que 87 autres espèces végétales.
Le site « Coteaux calcaires du secteur de Borrèze » qui s'étend sur 535,72 hectares, sur les territoires de Borrèze, Salignac-Eyvigues et Simeyrols, est une ZNIEFF de type I incluse dans la précédente ; 44 espèces déterminantes de plantes phanérogames, et une de reptiles y ont été répertoriées. Simeyrols est concernée marginalement par cette zone de près de dix hectares, au nord du lieu-dit les Plaines, identique à celle du site Natura 2000 « Coteaux calcaires de Borrèze ».

## Urbanisme

### Typologie
Au 1er janvier 2024, Simeyrols est catégorisée commune rurale à habitat très dispersé, selon la nouvelle grille communale de densité à 7 niveaux définie par l'Insee en 2022.
Elle est située hors unité urbaine. Par ailleurs la commune fait partie de l'aire d'attraction de Sarlat-la-Canéda, dont elle est une commune de la couronne,. Cette aire, qui regroupe 45 communes, est catégorisée dans les aires de moins de 50 000 habitants,.

### Occupation des sols
L'occupation des sols de la commune, telle qu'elle ressort de la base de données européenne d’occupation biophysique des sols Corine Land Cover (CLC), est marquée par l'importance des forêts et milieux semi-naturels (65,4 % en 2018), une proportion identique à celle de 1990 (65,4 %). La répartition détaillée en 2018 est la suivante : 
forêts (59,3 %), prairies (25,9 %), zones agricoles hétérogènes (8,7 %), milieux à végétation arbustive et/ou herbacée (6,1 %). L'évolution de l’occupation des sols de la commune et de ses infrastructures peut être observée sur les différentes représentations cartographiques du territoire : la carte de Cassini (XVIIIe siècle), la carte d'état-major (1820-1866) et les cartes ou photos aériennes de l'IGN pour la période actuelle (1950 à aujourd'hui).

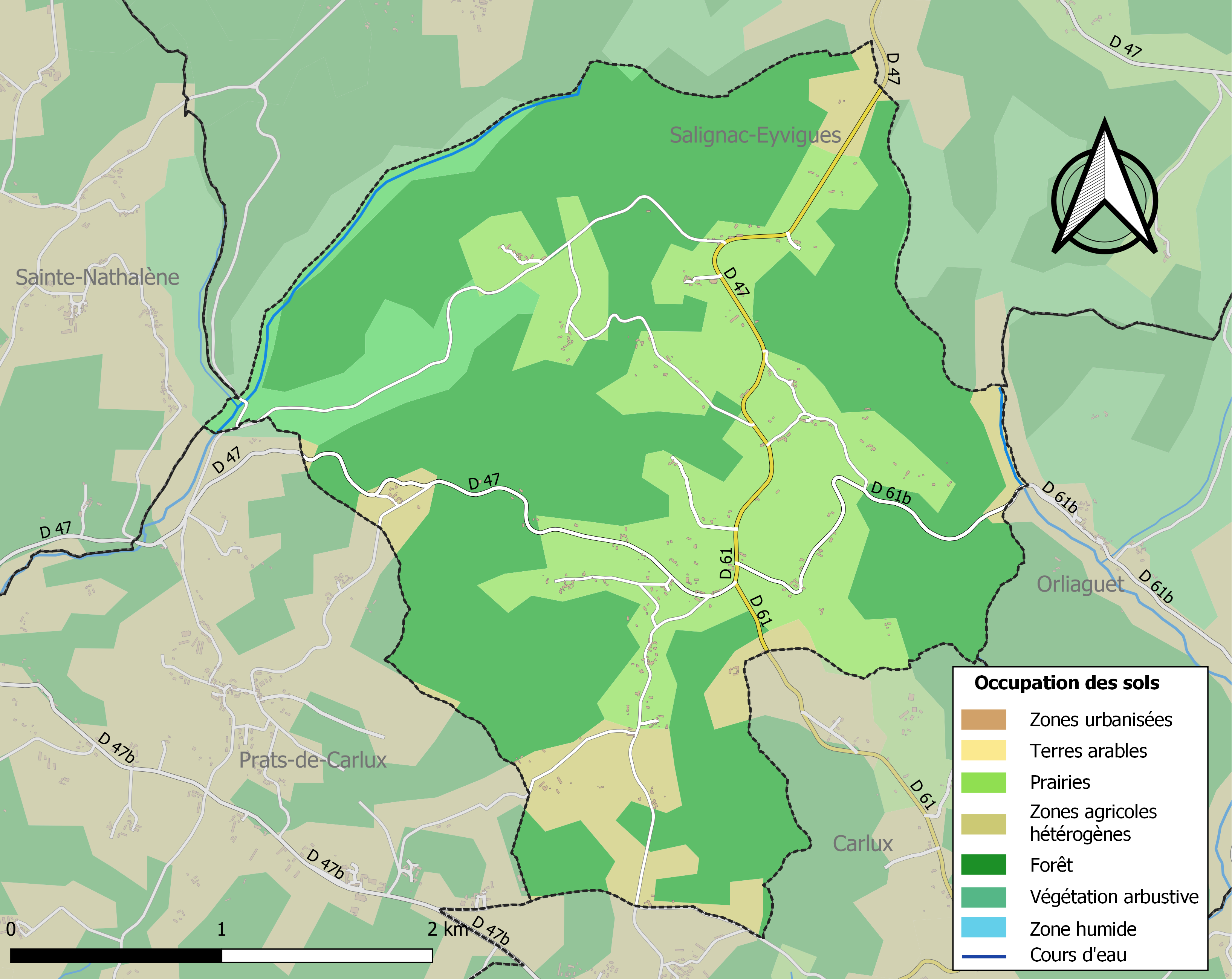
Carte des infrastructures et de l'occupation des sols de la commune en 2018 (CLC).

### Prévention des risques
Le territoire de la commune de Simeyrols est vulnérable à différents aléas naturels : météorologiques (tempête, orage, neige, grand froid, canicule ou sécheresse), feux de forêts, mouvements de terrains et séisme (sismicité très faible). Il est également exposé à un risque particulier : le risque de radon. Un site publié par le BRGM permet d'évaluer simplement et rapidement les risques d'un bien localisé soit par son adresse soit par le numéro de sa parcelle.

#### Risques naturels
Simeyrols est exposée au risque de feu de forêt. L’arrêté préfectoral du 14 mars 2013 fixe les conditions de pratique des incinérations et de brûlage dans un objectif de réduire le risque de départs d’incendie. À ce titre, des périodes sont déterminées : interdiction totale du 15 février au 15 mai et du 15 juin au 15 octobre, utilisation réglementée du 16 mai au 14 juin et du 16 octobre au 14 février. En septembre 2020, un plan inter-départemental de protection des forêts contre les incendies (PidPFCI) a été adopté pour la période 2019-2029,.

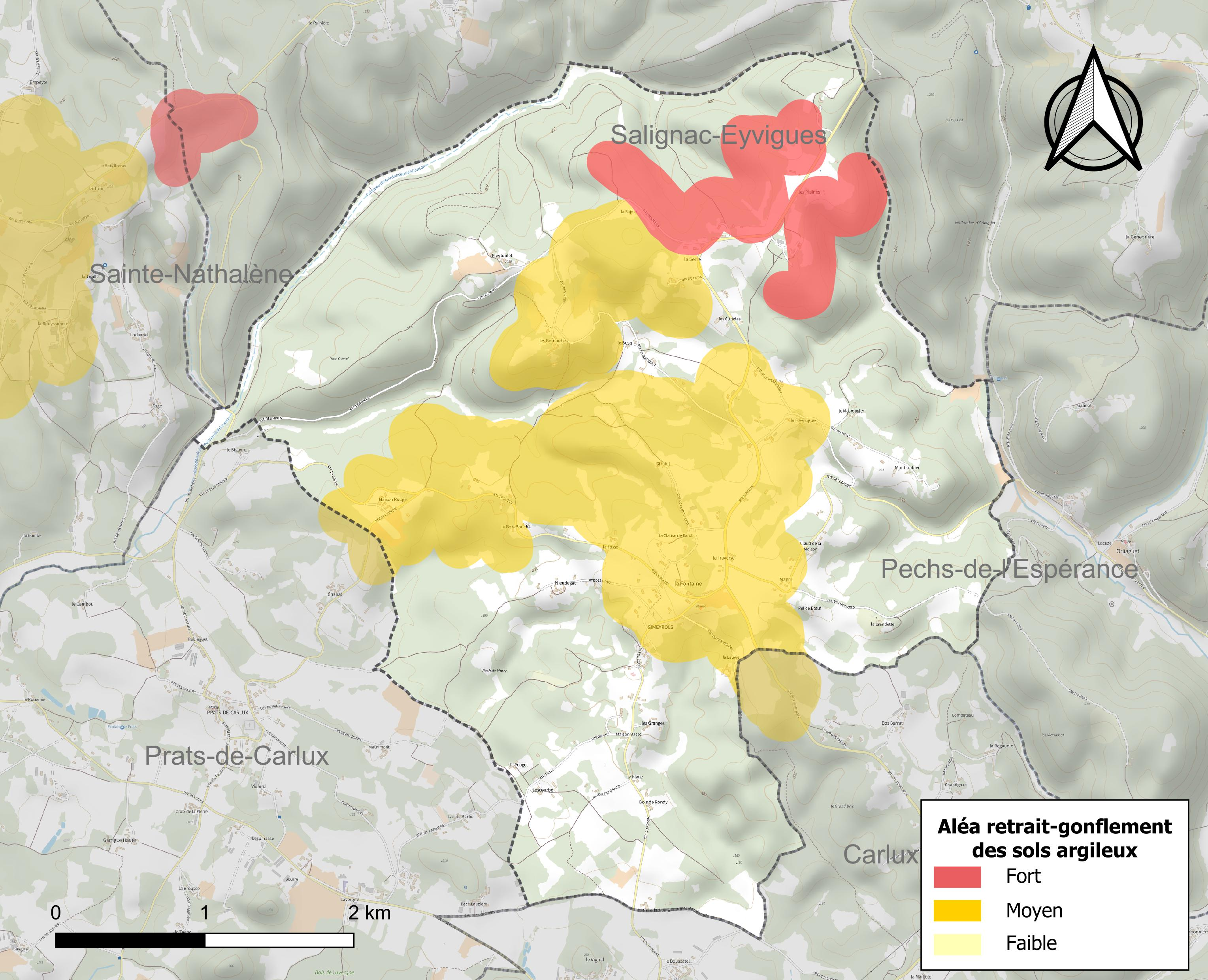
Carte des zones d'aléa retrait-gonflement des sols argileux de Simeyrols.

Les mouvements de terrains susceptibles de se produire sur la commune sont des tassements différentiels. Le retrait-gonflement des sols argileux est susceptible d'engendrer des dommages importants aux bâtiments en cas d’alternance de périodes de sécheresse et de pluie. 35,6 % de la superficie communale est en aléa moyen ou fort (58,6 % au niveau départemental et 48,5 % au niveau national métropolitain). Depuis le 1er octobre 2020, en application de la loi ÉLAN, différentes contraintes s'imposent aux vendeurs, maîtres d'ouvrages ou constructeurs de biens situés dans une zone classée en aléa moyen ou fort,.
La commune a été reconnue en état de catastrophe naturelle au titre des dommages causés par les inondations et coulées de boue survenues en 1982, 1983 et 1999, par la sécheresse en 1989, 2011 et 2015 et par des mouvements de terrain en 1999.

#### Risque particulier
Dans plusieurs parties du territoire national, le radon, accumulé dans certains logements ou autres locaux, peut constituer une source significative d’exposition de la population aux rayonnements ionisants. Selon la classification de 2018, la commune de Simeyrols est classée en zone 2, à savoir zone à potentiel radon faible mais sur lesquelles des facteurs géologiques particuliers peuvent faciliter le transfert du radon vers les bâtiments.

## Toponymie
Simeyrols est l'adaptation en français du toponyme occitan Cimairòls (si'mei:rɔl).

## Histoire
Sur la carte de Cassini représentant la France entre 1756 et 1789, le village est identifié sous le nom de Cimeyrol.

## Politique et administration

### Administration municipale
La population de la commune étant comprise entre 100 et 499 habitants au recensement de 2017, onze conseillers municipaux ont été élus en 2020,.

### Liste des maires
| Période                                  | Période  | Identité            | Étiquette    | Qualité  |
| ---------------------------------------- | -------- | ------------------- | ------------ | -------- |
| Les données manquantes sont à compléter. |          |                     |              |          |
|                                          |          |                     |              |          |
| mars 2001                                | mai 2020 | Vincent Flaquière   | Apparenté PS | Retraité |
| mai 2020                                 | En cours | Jean-Pierre Planche |              |          |

## Équipements et services publics

### Justice
En 2023, dans le domaine judiciaire, Simeyrols relève : 
- du tribunal de proximité de Sarlat-la-Canéda ;
- du tribunal judiciaire, du tribunal pour enfants, du conseil de prud'hommes et du tribunal de commerce de Bergerac ;
- du pôle Nationalité du tribunal judiciaire de Périgueux (compétent uniquement dans le domaine de la nationalité) ;
- de la cour d'appel et de la  cour administrative d'appel de Bordeaux.

## Population et société

### Démographie
L'évolution du nombre d'habitants est connue à travers les recensements de la population effectués dans la commune depuis 1793. Pour les communes de moins de 10 000 habitants, une enquête de recensement portant sur toute la population est réalisée tous les cinq ans, les populations de référence des années intermédiaires étant quant à elles estimées par interpolation ou extrapolation. Pour la commune, le premier recensement exhaustif entrant dans le cadre du nouveau dispositif a été réalisé en 2004.

En 2022, la commune comptait 256 habitants, en évolution de −1,54 % par rapport à 2016 (Dordogne : +0,37 %, France hors Mayotte : +2,11 %).
| 1793 | 1800 | 1806 | 1821 | 1831 | 1836 | 1841 | 1846 | 1851 |
| ---- | ---- | ---- | ---- | ---- | ---- | ---- | ---- | ---- |
| 352  | 275  | 333  | 332  | 350  | 368  | 362  | 374  | 367  |

| 1856 | 1861 | 1866 | 1872 | 1876 | 1881 | 1886 | 1891 | 1896 |
| ---- | ---- | ---- | ---- | ---- | ---- | ---- | ---- | ---- |
| 388  | 396  | 406  | 412  | 404  | 425  | 383  | 406  | 407  |

| 1901 | 1906 | 1911 | 1921 | 1926 | 1931 | 1936 | 1946 | 1954 |
| ---- | ---- | ---- | ---- | ---- | ---- | ---- | ---- | ---- |
| 405  | 406  | 408  | 403  | 402  | 306  | 266  | 231  | 195  |

| 1962 | 1968 | 1975 | 1982 | 1990 | 1999 | 2004 | 2006 | 2009 |
| ---- | ---- | ---- | ---- | ---- | ---- | ---- | ---- | ---- |
| 153  | 160  | 180  | 162  | 185  | 189  | 199  | 213  | 235  |

| 2014 | 2019 | 2022 | - | - | - | - | - | - |
| ---- | ---- | ---- | - | - | - | - | - | - |
| 250  | 254  | 256  | - | - | - | - | - | - |

## Économie

### Emploi
En 2015, parmi la population communale comprise entre 15 et 64 ans, les actifs représentent 114 personnes, soit 44,0 % de la population municipale. Le nombre de chômeurs (douze) a diminué par rapport à 2010 (dix-neuf) et le taux de chômage de cette population active s'établit à 10,9 %.

### Établissements
Au 31 décembre 2015, la commune compte trente-deux établissements, dont dix-sept au niveau des commerces, transports ou services, six relatifs au secteur administratif, à l'enseignement, à la santé ou à l'action sociale, cinq dans la construction, deux dans l'agriculture, la sylviculture ou la pêche, et deux dans l'industrie.

## Culture locale et patrimoine

### Lieux et monuments
- Église Saint-Côme-et-Saint-Damien avec chœur du XIIe siècle et portail du XIIIe siècle[59]. Elle recèle des statues du XVIIe siècle de ses deux saints patrons, classées au titre des monuments historiques[60].

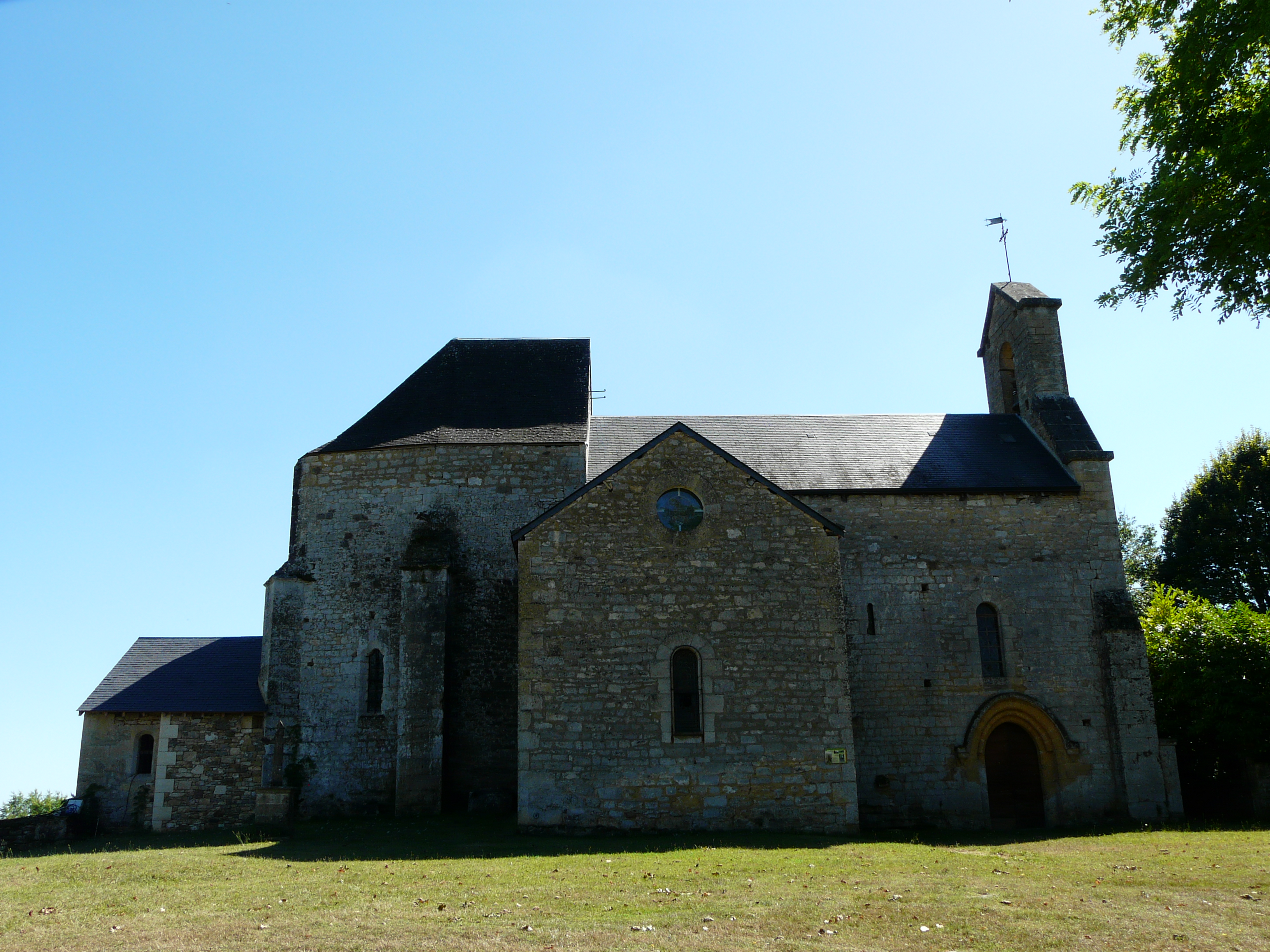
L'église Saint-Côme-et-Saint-Damien.
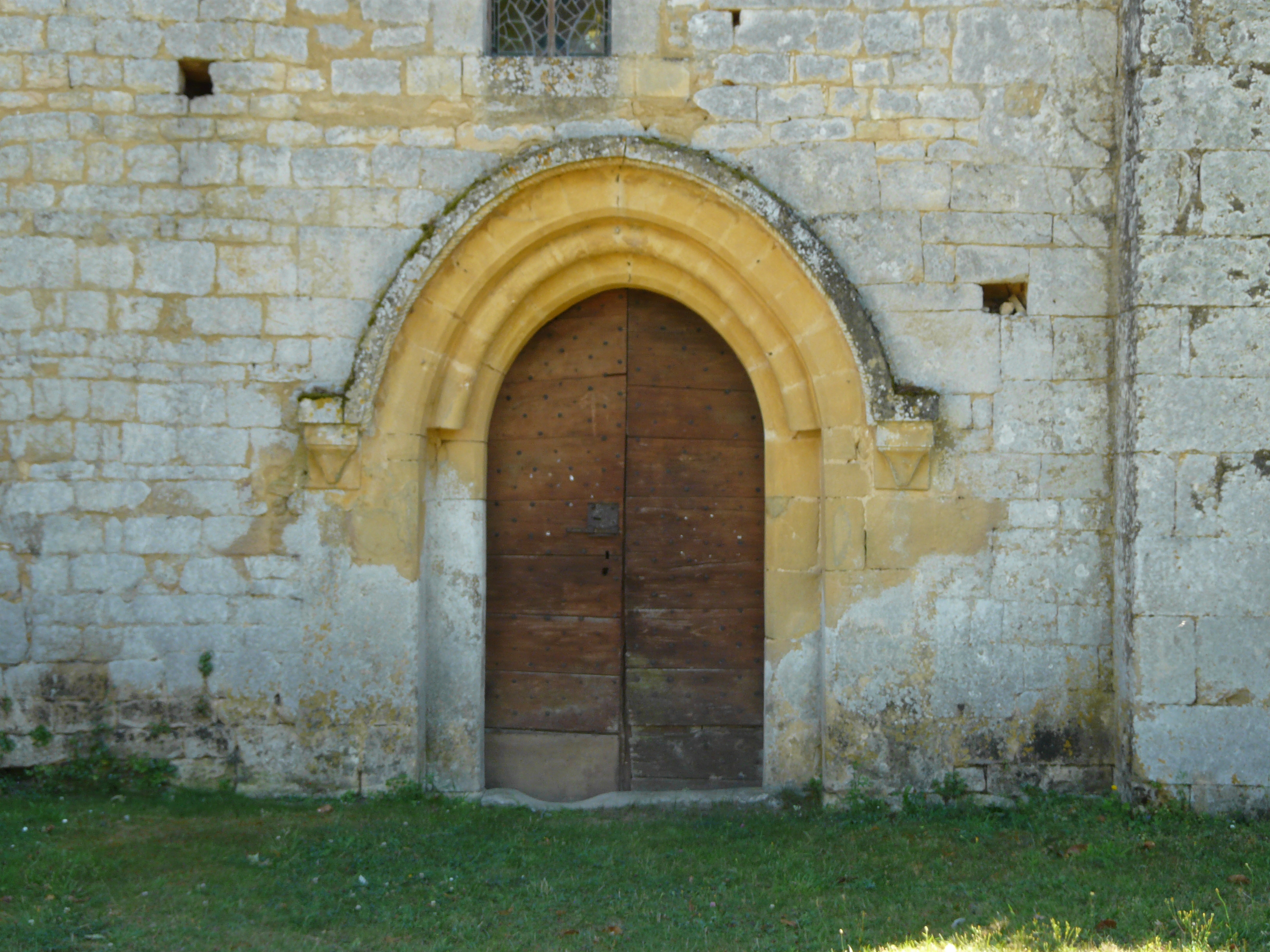
Son portail.
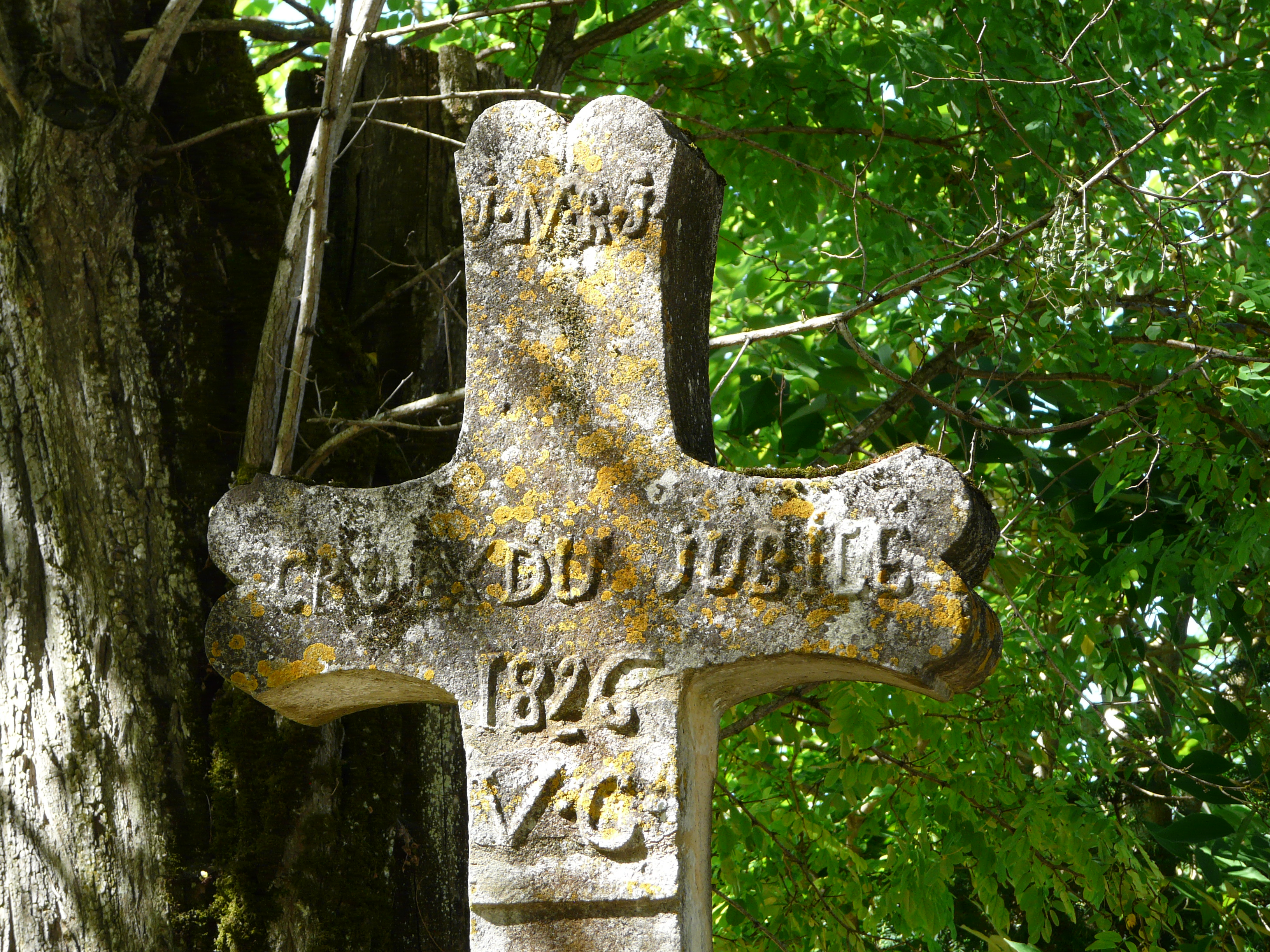
Croix de jubilé à côté de l'église.

### Personnalités liées à la commune
- Pierre Arpaillange, né à Simeyrols le 13 mars 1924 est un magistrat et ministre français.

### Héraldique
| Blason de Simeyrols | Blason  | D'or à trois monts isolés de trois coupeaux de sinople ; au chef d'azur chargé d'un goupillon dans son seau d'or. |
| Blason de Simeyrols | Détails | Adopté par la municipalité.                                                                                       |

## Pour approfondir